# 마르타 얀도바
마르타 얀도바(Marta Jandová, 1974년 4월 13일 ~ )는 체코의 가수, 배우이다. 독일의 얼터너티브 록 밴드 다이 해피의 리드 싱어이다. 유로비전 송 콘테스트 2015에 바츨라프 노이트 바르타와 함께 체코 대표로 참여했다.